# Rudgea involucrata
Rudgea involucrata är en måreväxtart som beskrevs av Johannes Müller Argoviensis. Rudgea involucrata ingår i släktet Rudgea och familjen måreväxter. Inga underarter finns listade i Catalogue of Life.